# 명탐정 코난: 진홍의 수학여행
《명탐정 코난: 진홍의 수학여행》(일본어: 名探偵 コナン: 紅の修学旅行 鮮紅編, 恋紅編, 영어: Detective Conan: The Scarlet School Trip)는 1996년에 개봉한 일본의 애니메이션, 액션, 모험, 가족, 미스터리, 스릴러,로맨스 영화이다.
 야마모토 야스이치로가 감독을 맡았다.
 대한민국은 2021년 1월 27일에 개봉되었다.

## 줄거리
교토 수학여행에 본래의 모습으로 참가하게 된 
고등학생 탐정 쿠도 신이치는 모리 란과 평범한 
고등학생처럼 행복한 시간을 잠시나마 보내지만 
우연히 만난 배우 구라치 케이코에게 암호 해독을 부탁받는다. 그러나 그녀의 영화 제작 동료들이 연쇄 살인을 당하게 되고, 요괴의 행적처럼 꾸며진 범죄 현장엔 피 묻은 발자국과 팔손이 나뭇잎 그리고 새로운 암호가 남겨져 있는데...

쿠도 신이치는 과연 이 사건을 어떻게 해결할 것인가?

## 출연진
- 야마구치 캇페이 - 쿠도 신이치 목소리 역
- 야마자키 와카나 - 모리 란 목소리 역
- 히다카 노리코 - 세라 마스미 목소리 역
- 호리카와 료 - 핫토리 헤이지 목소리 역